# Wroughtonia vietnamica
Wroughtonia vietnamica – gatunek błonkówki  z rodziny męczelkowatych i podrodziny Helconinae.
Gatunek ten opisali po raz pierwszy Khuat Dang Long, Cornelis van Achterberg, James M. Carpenter i Nguyen Thi Oanh w 2020 roku. Opisu dokonali na podstawie dwóch samic, odłowionych w 2012 i 2017 roku. Holotypową złowiono w Parku Narodowym Na Hang na terenie wietnamskiej prowincji Tuyên Quang.
Błonkówka ta ma ciało o długości 8,6–10,5 mm, przednie skrzydło o długości 6,9–8,7 mm i oraz osłonkę pokładełka o długości 5,4–7 mm. Ubarwiona jest głównie czarno. Zbudowane z od 36 do 38 członów czułki są ciemnobrązowe z kremowobiałymi członami od 10. lub 11. do 22. lub 24. Głaszczki są jasnożółte. Długość głaszczków szczękowych jest 1,8 raza większa niż głowy. Czoło cechuje się blaszkowatym guzkiem o tępym grzbiecie i z występem w połowie długości. Głowa patrząc od góry jest 1,7 raza szersza niż długa. Wysokość oczu złożonych jest 1,4 raza większa od wysokości skroni. Długość mezosomy jest 2,2 raza większa niż jej wysokość. Głębokie notauli są na przedzie powykrawane, zaś z tyłu zlewają się z parą zmarszczek, formującą żeberko środkowe. Powierzchnia pozatułowia jest pomarszczona i zaopatrzona w żeberko nasadowo-środkowe oraz szczątkową areolę. Skrzydła mają przezroczystą błonę oraz brązowe żyłki i pterostygmę. Użyłkowanie przedniego skrzydła cechuje się żyłką 3-SR równą 1,1 długości żyłki radialnej oraz żyłką 2-M 2,1 raza dłuższą niż 3-SR. Z kolei w skrzydle tylnym długość żyłki 1-M wynosi 0,9 długości pierwszej żyłki radialno-medialnej (1r-m). Na krawędzi tylnego skrzydła występują cztery zaszczepki. Odnóża przedniej i środkowej pary są całkiem żółte, zaś te tylnej pary są żółte z brązowymi wierzchołkami ud i goleni oraz jaśniejszymi stopami. Tylne uda mają na spodzie przysadzisty guzek i piłkowanie, a nie licząc tychże są 3,2 raza dłuższe niż szerokie. Metasoma ma barwę ciemnobrązową do czarnej, ale pierwszy sternit jest kremowobiały. Grzbietowe żeberko na pierwszym tergicie sięga do 0,7 jego długości.
Owad orientalny, znany wyłącznie z północno-wschodniego Wietnamu. Odnotowany w Parku Narodowym Na Hang w prowincji Tuyên Quang oraz w Parku Narodowym Tam Đảo w prowincji Vĩnh Phúc. Bywał chwytany do pułapek Malaise'a.